# Opwaartsche Wegen
Opwaartsche Wegen (1923-1940) was een Nederlands protestants literair tijdschrift.
Opwaartsche Wegen keerde zich tegen de kunstopvattingen van de Tachtigers, dus tegen het estheticisme (l'art pour l'art). 
Belangrijke medewerkers van dit tijdschrift waren: Willem de Mérode, Jan Eekhout, Gerrit Achterberg, C. Rijnsdorp, Hein de Bruin en H.M. van Randwijk. Na J. van Ham en later Roel Houwink was Herman van der Leek van 1923 tot 1939 redacteur van het letterkundig tijdschrift. Hein de Bruin volgde hem op tot het einde van het tijdschrift in 1940. Na afscheidingen in de jaren 30 (in 1936 werd De Werkplaats opgericht, in 1937 Elckerlyc) leidde de Tweede Wereldoorlog tot een definitieve breuk tussen de medewerkers.
Het tijdschrift werd uitgegeven door uitgeverij Holland. In 1989 verscheen het schrijversprentenboek nr. 28 naar aanleiding van een expositie in het Letterkundig Museum in samenwerking tussen uitgeverij J.H. Kok en uitgeverij Holland.